# Eptesicus isabellinus
El murciélago hortelano mediterráneo (Eptesicus isabellinus) es una especie de murciélago de la familia Vespertilionidae. Recientemente se ha comprobado, utilizando técnicas moleculares, la existencia de esta nueva especie anteriormente clasificada taxonómicamente como una subespecie de Eptesicus serotinus.

## Descripción
Murciélago de talla grande y pelo monocolor con el dorso pálido llegando a amarillento y el vientre más claro, los jóvenes de color grisáceo. Orejas triangulares y cortas con el trago lineal con el extremo redondeado, las membranas alares se insertan en la base de los pies. Las hembras son mayores que los machos, tienen una medida de cuerpo entre 46 y 55 mm y un peso entre 17 y 28 gramos. Su fórmula dentaria es {\displaystyle {\frac {2.1.1.3}{3.1.2.3}}}.

## Distribución
Se halla en el Magreb desde Libia a Marruecos y en el sur de la península ibérica. El área de distribución en España no se conoce con precisión pero parece que es alopátrica con Eptesicus serotinus, ocupando toda Andalucía y al menos el sur de Extremadura y Castilla-La Mancha. En Canarias es accidental. La población libia parece estar aislada de las demás.

## Hábitat
Murciélago preferentemente fisurícola, preferentemente en rocas y en mucha menos proporción huecos de árboles, están adaptados a los resquicios de todo tipo de construcciones humanas. Prefiere zonas bajas, aunque se ha encontrado hasta los 1.800 m s. n. m. en la Sierra de las Nieves (Málaga).

## Amenazas
El sellado inadecuado de las juntas de dilatación de las infraestructuras y edificios utilizados como refugio conllevan la desaparición de las colonias. En algunos países se potencian las poblaciones disponiendo resquicios adecuados en obras públicas (puentes, viaductos, etc.).

## Patologías
Se piensa que es, junto con el murciélago hortelano (Eptesicus serotinus) el principal portador de un virus propio de quirópteros europeos, es un Lyssavirus denominado EBL1, (European bat Lyssavirus), que está relacionado con el virus RABV que comúnmente causa la rabia en humanos, mamíferos carnívoros y murciélagos americanos .
Los casos de transmisión de la enfermedad de la rabia causada por EBL1 a mamíferos no murciélagos, incluido el hombre, son extremadamente raros, en humanos sólo se han documentado tres o cuatro casos y algunos de ellos de cuidadores de fauna o científicos que manipulaban gran número de ellos, a pesar de ello se debe evitar la manipulación de cualquier murciélago o hacerlo con guantes gruesos y llevar a cabo un tratamiento profiláctco en caso de ser mordido por uno.
En brotes infecciosos virulentos la mortalidad de individuos de esta especie puede verse aumentada un 30% por causa de la enfermedad.